# Église Saint-Émilien de Ségovie
L’église Saint-Émilien (espagnol : iglesia de San Millán) est une église romane de culte catholique située dans le quartier de San Millán de la ville de Ségovie, dans la communauté autonome de Castille-et-Léon.

## Description
La tour pré-romane constitue la partie la plus ancienne de l'église, donc correspond au XIe siècle en étant de style mudéjar, aspect qui confère au bâtiment un caractère distinct de celui de nombre d'églises romanes de la ville, qui avec Zamora forment l'ensemble le plus important d'Espagne. Le reste du bâtiment est le résultat de la réforme réalisée entre 1111 et 1126 par Alfonso Ier d'Aragon lors de son gouvernement en Castille.
Son plan reflète ainsi l'architecture aragonaise, et reproduit le plan de la cathédrale de Jaca à moindre échelle. Il est composé de quatre absides,et deux galeries d'arcs-portiques, tellement communs dans l'art roman ségovien.

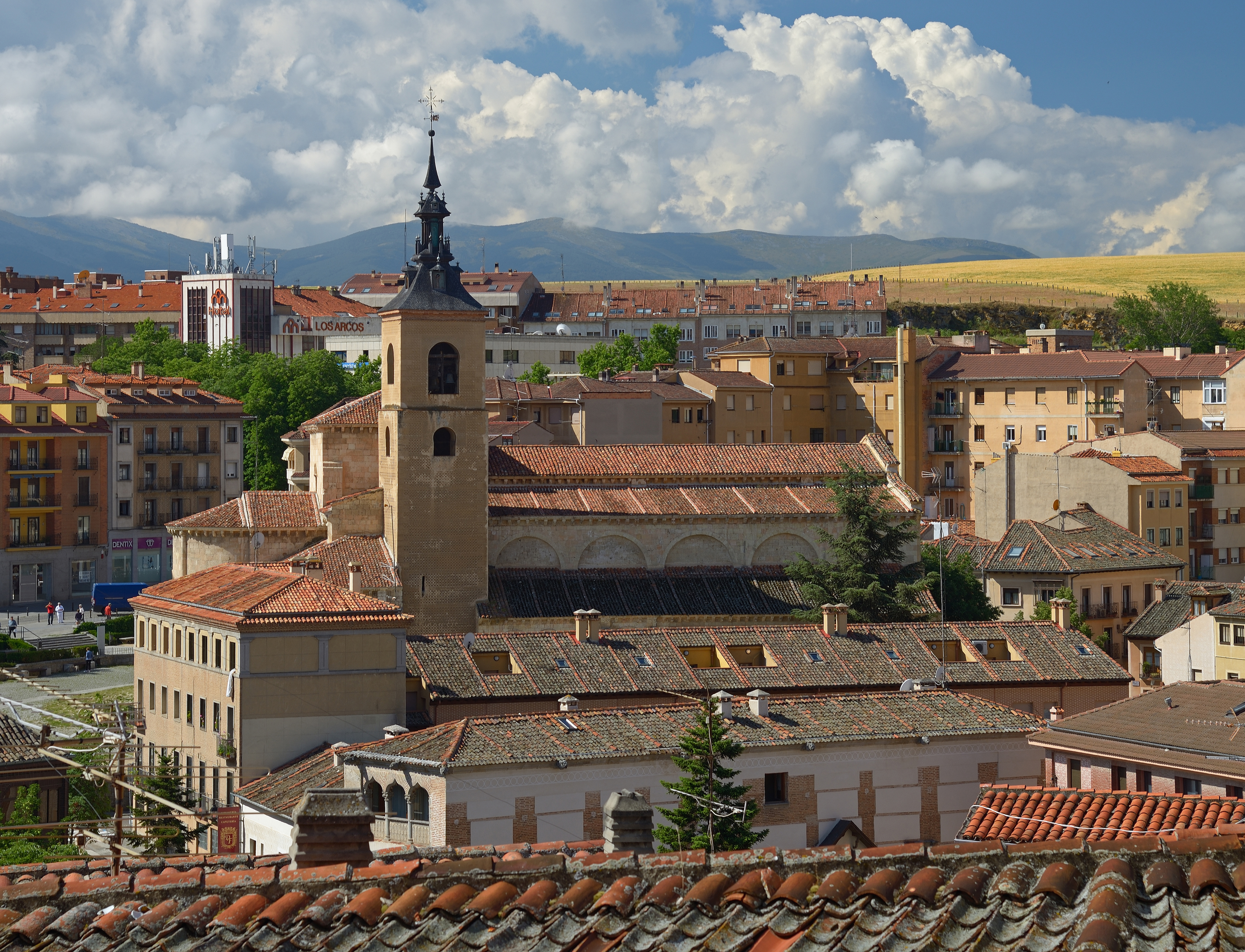
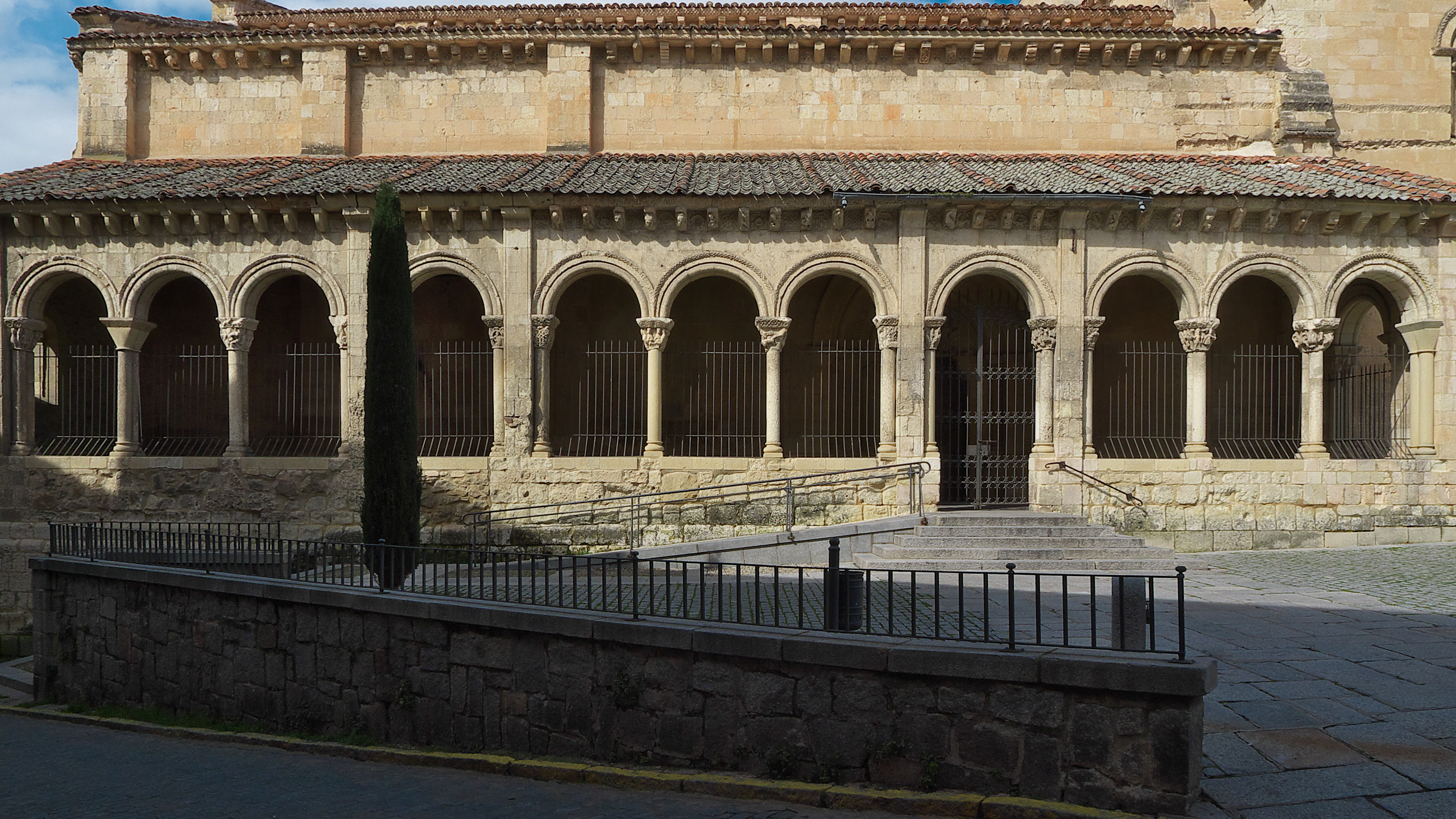
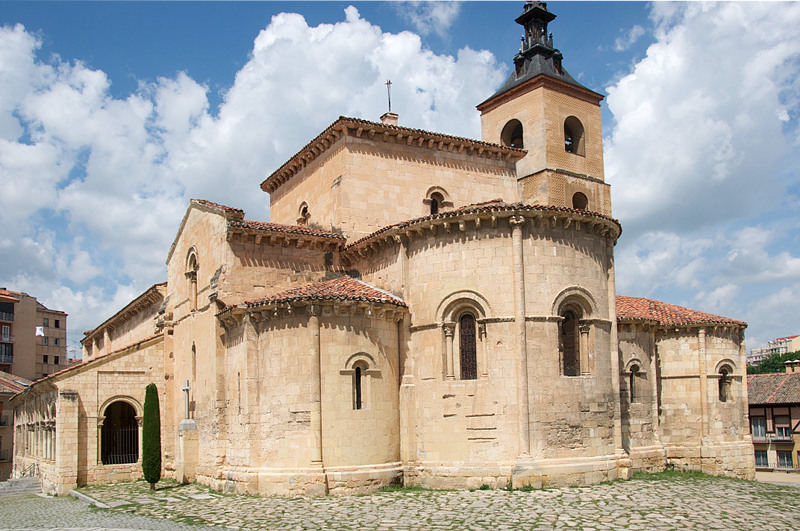
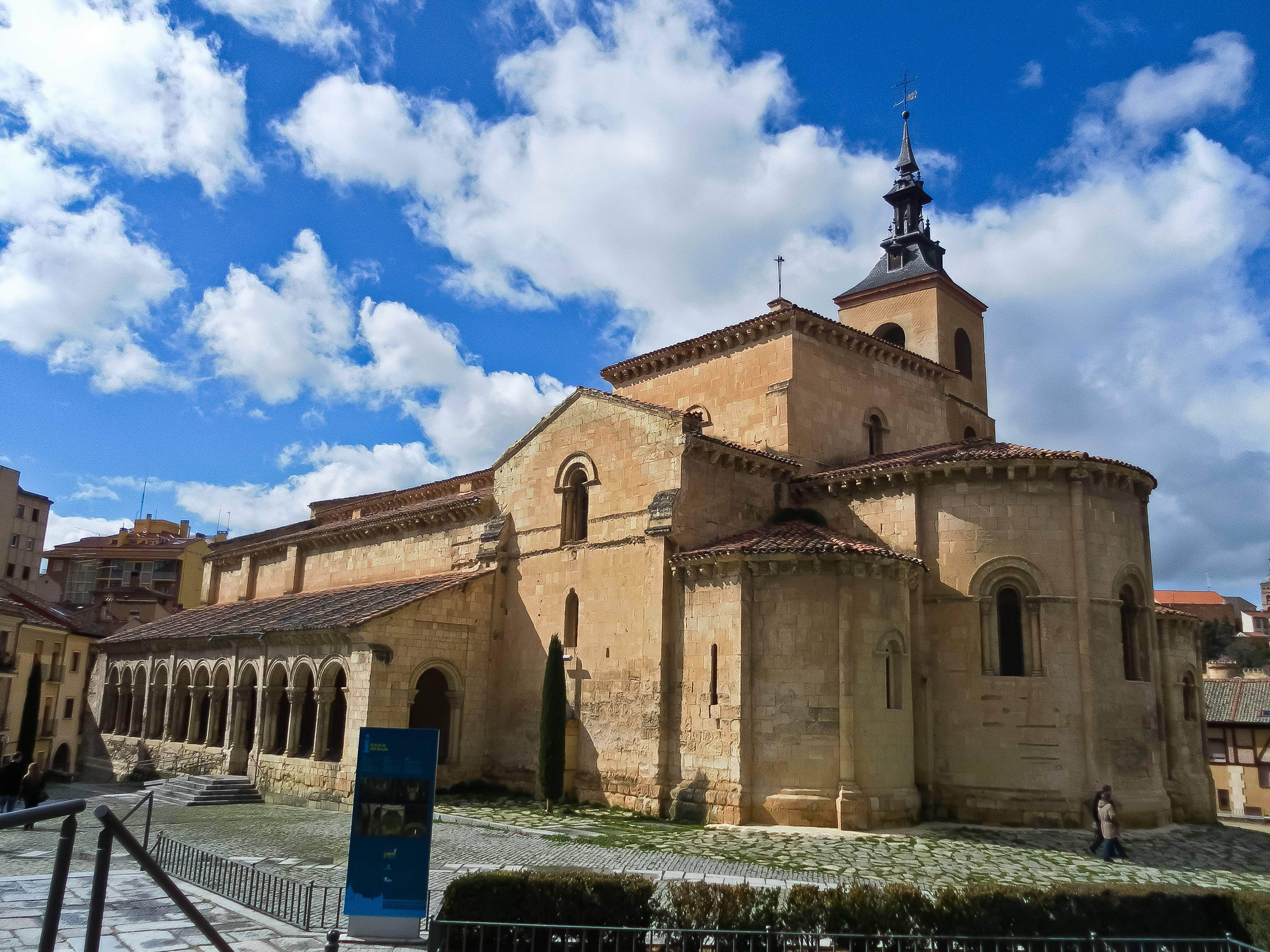